# Escola Superior d'Art Dramàtic de les Illes Balears
L'Escola Superior d'Art Dramàtic de les Illes Balears (abreviat ESADIB) és una escola creada pel Govern de les Illes Balears el novembre del 2005, en què s'imparteixen els ensenyaments per obtenir el títol de grau superior d'art dramàtic. Està situada a Palma. És un dels dos centres de tot l'Estat espanyol en què la llengua vehicular és la catalana.
L'escola es posà en funcionament el curs 2006-2007. En aquell moment s'oferia a l'alumnat la possibilitat de cursar l'especialitat d'Interpretació (recorregut textual). Al curs acadèmic 2010-2011, s'implantà el primer curs del Títol Superior en Art Dramàtic, especialitat d'Interpretació, equivalent a la titulació de grau seguint l'ordenació dels ensenyaments superiors artístics segons l'Espai Europeu de l'Educació Superior (EEES). Així, el curs 2013-2014 sortí la primera promoció de graduats en art dramàtic de les Illes Balears.

## Llista de directors
- Carles Molinet Picó (2006-2010)[1]
- Miquel De Marchi (2010-2012)[1]
- Pere Fullana Mas (2012-2023)[1][2]
- Maite Villar (2023-)[3]